# Arndt Steinbach
Arndt Steinbach (* 27. Juli 1968 in Tauberbischofsheim) ist ein deutscher Kommunalpolitiker (CDU). Er war bis Oktober 2020 der Landrat des sächsischen Landkreises Meißen.

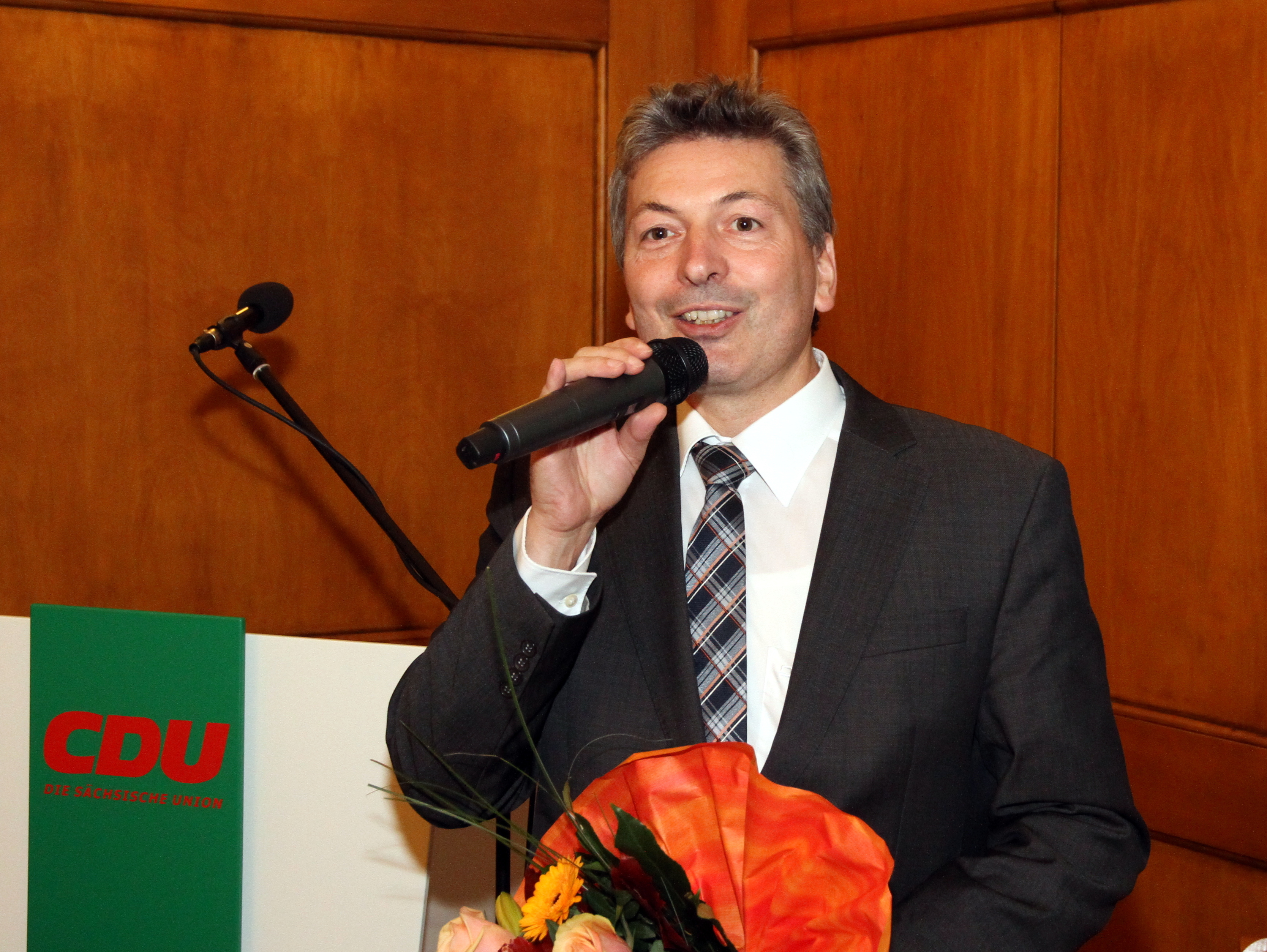
Arndt Steinbach (2014)

## Leben und Politik
Steinbach absolvierte eine Berufsausbildung zum mittleren und gehobenen Verwaltungsdienst. Er ist Dipl.-Verwaltungswirt. Nach 1990 kam er aus Baden-Württemberg in die sächsische Stadt Wilsdruff, in der er bis heute wohnt. Von 1992 bis 2002 hatte er das Amt des Bürgermeisters von Wilsdruff inne.
Im November 2002 wurde er zum Landrat des Landkreises Meißen gewählt. Ab 1. August 2008 war er Landrat des im Rahmen der Sächsischen Kreisreform 2008 aus der Fusion des Landkreises Meißen mit dem Landkreis Riesa-Großenhain gebildeten neuen und vergrößerten Landkreises Meißen. In dieser Funktion wurde er bei den Landratswahlen 2015 bei zwei Gegenkandidaten mit 60,2 % bestätigt.
Zum 1. Dezember 2020 wurde Steinbach zum Geschäftsführer des Kommunalen Schadenausgleichs (KSA) für die Bundesländer Sachsen, Sachsen-Anhalt, Thüringen, Brandenburg und Mecklenburg-Vorpommern gewählt. Steinbach gab zum Ende August seine Position als Landrat auf; er wurde übergangsweise bis zur Neuwahl am 11. Oktober 2020 durch die 1. Beigeordnete Janet Putz (CDU) ersetzt. Als sein Nachfolger wurde am 11. Oktober 2020 mit rund 51 Prozent der Stimmen Ralf Hänsel (CDU) gewählt.
Er ist verheiratet und hat zwei Kinder.